# Mobilní komerce
Pojem mobilní komerce použil v roce 1997 Kevin Duffey na zahájení Global Mobile Commerce Fora. Rozumí tím „doručování elektronických možností obchodování přímo ke spotřebiteli kamkoliv skrze bezdrátovou technologii.“ Někteří mobilní komerci definují jako maloobchodní prodejnu v kapse zákazníka.
Mobilní komerce je nejpopulárnější v Evropě. Podle společnosti Ayden přes mobil nebo tablet nakupuje 28,6 % lidí. V USA pak 26 % a v Asii 20 %. Z evropských států nejvíce využívají mobilní komerci zákazníci ve Velké Británii. Přes mobilní zařízení nakupuje 44,4 % lidí. V České republice tento způsob nákupu volí 20 % zákazníků. V roce 2015 by měl výnos z mobilní komerce v České republice dosáhnout 67 miliard korun.

## Dostupné produkty a služby

### Převod peněz mobilem
V Keni se peníze převádějí především pomocí mobilních telefonů. Nyní tam mobilní převody zajišťují dvě společnosti M-PESA a Airtel Money.

### Mobilní bankomat
Mobilní operátoři hledají způsoby, jak podpořit placení přes mobily. Mobilní bankomat je vytvořený tak, aby spojil mobilní platby a zajistil kvality bankomatu.

### Nákupy vstupenek
Lidé mohou nakoupit vstupenky do mobilu několika způsoby. Uživatelé mají vstupenky okamžitě k dispozici. U kontroly se pak prokážou svým mobilním telefonem.

### Mobilní vouchery, kupony a věrnostní karty
V mobilech mohou být také uložená data z karet věrnostních programů, slevové kupony nebo vouchery. Zákazník tak nemusí nosit množství plastových karet a u prodejce se prokáže jen mobilním telefonem. Věrnostní karty může mít uložené v aplikacích jednotlivých obchodů, nebo pohromadě v jedné aplikaci. 

### Mobilní bankovnictví
Banky a další finanční instituce používají mobilní komerci pro to, aby jejich zákazníci mohli z mobilních zařízení přistupovat ke svým účtům a provádět transakce.

### Mobilní internet
Pomocí mobilního prohlížeče mohou lidé nakupovat, i když u sebe nemají stolní počítač nebo notebook.

### Mobilní e-shopy
Díky růstu obliby smartphonů začali prodejci vytvářet i mobilní aplikace pro své e-shopy. Podle výzkumu společnosti BuddeComm bude tento způsob prodeje přes mobil stále populárnější. Prodejci mohou přes aplikace prodávat reálné i virtuální zboží, například příslušenství do her.

### Mobilní marketing a reklama
Mobilní marketing odkazuje na marketing odesílaný do mobilních zařízení. Podle
společností zákazníci na tyto reklamy reagují lépe než na klasické kampaně, protože dostanou nabídku a během několika minut mohou zároveň zboží nakoupit.

## Platební metody
Zákazníci zaplatí za služby mobilního marketingu mnoha způsoby. Patří mezi ně:
- Prémiová telefonní čísla – za minutu hovoru účtují operátoři speciální sazby. Stejně tak za odeslání SMS na toto číslo.
- Účet u mobilního operátora – útrata je přidána k účtu za tarif.
- Kreditní karty a debetní karty.
- Uložené dárkové karty.